# Baja Fresh
Baja Fresh é uma cadeia americana de restaurantes Tex-Mex de estilo fast-casual fundada em Newbury Park, Califórnia, em 1990 e com sede em Scottsdale, Arizona. É propriedade do franchisador canadense MTY Food Group. A cadeia dá ênfase aos ingredientes frescos e cada restaurante dispõe de um bar de salsa self-service.
Aquando da sua aquisição pela MTY em 2016, a cadeia operava 162 restaurantes nos Estados Unidos, Dubai e Singapura, a maioria dos quais em regime de franchising.

## História

### Anos 1990
Em 1990, Jim e Linda Magglos contraíram uma terceira hipoteca sobre a sua casa e abriram a primeira Baja Fresh em Newbury Park, Califórnia, em Conejo Valley. O franchising começou em 1995, e a cadeia tinha-se expandido para 31 pontos de venda em 1997. Em 1998, os Magglos trabalharam com Greg Dollarhyde e Pete Siracusa, que recapitalizaram a empresa-mãe, adquiriram capital de risco e compraram ações a acionistas externos para assumirem o controle da Baja Fresh. Dollarhyde tornou-se CEO, Siracusa foi o Chairman e Magglos o Presidente, tendo a cadeia crescido de 45 locais em 1998 para 249 lojas.

### Anos 2000
Em 2002, a Wendy's International adquiriu a Baja Fresh por US$ 275 milhões. Enquanto subsidiária integral da Wendy's, a cadeia de 249 restaurantes registou um declínio constante das vendas nas mesmas lojas. Em 2006, a Wendy's vendeu a cadeia Baja Fresh, com cerca de 300 estabelecimentos, por US$ 31 milhões à BF Acquisition Holdings, um consórcio de investidores privados que tinha explorado unidades de restaurantes em regime de franchising para cadeias como a Sweet Factory, Cinnabon e Denny's. Na altura da aquisição pela BF Acquisition Holdings, em 2006, a empresa tinha 144 estabelecimentos próprios e 154 em regime de franchising nos estados do Arizona, Califórnia, Colorado, Connecticut e Nova Iorque. Aquando da aquisição da empresa pela BF Acquisition Holdings em 2006, a Baja Fresh tinha 144 estabelecimentos próprios e 154 franqueados nos estados do Arizona, Califórnia, Colorado, Connecticut, Flórida, Idaho, Illinois, Indiana, Maryland, Massachusetts, Michigan, Nevada, Nova Jérsia, Nova Iorque, Ohio, Oregon, Pensilvânia, Tennessee, Texas, Virgínia, Washington, bem como no Distrito de Columbia. O consórcio era liderado por David Kim, que assumiu o papel de diretor-executivo, e apareceu mais tarde no episódio 20 da segunda temporada do reality show Undercover Boss.
Em 2009, a Baja Fresh mudou a sua sede da empresa de Thousand Oaks para Cypress, na Califórnia, e fechou todas as localizações no centro de Ohio.

### Anos 2010
Entre 2009 e 2010, a cadeia fechou lojas em Berkeley, Pasadena e Torrance, na Califórnia. Quando a cadeia abriu a sua primeira localização internacional no Dubai em 2010, a cadeia tinha também 255 restaurantes em 28 estados dos Estados Unidos.
No final de 2011, a empresa mudou o seu principal escritório corporativo de Cypress para Irvine. No início de 2012, a cadeia fechou a sua loja em Newbury Park, Califórnia, embora esta fosse uma localização diferente em Newbury Park do que o local original da primeira Baja Fresh. Em 12 de abril de 2013, a Baja Fresh fechou todas as cinco localizações em Phoenix, Arizona, sem aviso prévio.
Em 5 de abril de 2012, David Kim pediu demissão do cargo de diretor-executivo da empresa. O seu cargo foi assumido pelo presidente da empresa, Chuck Rink, que passou a deter ambos os títulos.
Cinco locais na área de Phoenix foram fechados por um operador de franquia em 2013.
Em setembro de 2016, foi anunciado que a empresa-mãe da Baja Fresh, a BF Acquisition Holdings, foi vendida ao MTY Food Group por US$ 27 milhões. Na altura da aquisição pela MTY, a Baja Fresh tinha 162 restaurantes e a sua empresa-irmã La Salsa tinha 23 restaurantes, sendo que 16 dos 185 locais combinados eram franchisados. Não é claro se o novo proprietário combinaria as duas cadeias ou as manteria separadas. Num comunicado de imprensa anterior, que anunciava a aquisição da Kahala Brands pela MTY, apenas dois meses antes, a MTY fez a declaração vaga de que “a Kahala permanecerá na sede atual da Kahala... enquanto as operações da MTY nos Estados Unidos passarão para os escritórios da Kahala”. Esta declaração poderia implicar que a Baja Fresh se tornaria uma filial da Kahala, em vez de partilhar apenas o espaço com a Kahala e responder diretamente à sede da MTY no Canadá. As notícias publicadas nos jornais não são muito claras no que se refere à relação exacta entre a Kahala e as unidades da MTY nos Estados Unidos.

## Expansão internacional
O primeiro local fora dos Estados Unidos foi aberto no Dubai Mall, no Dubai, nos Emirados Árabes Unidos, em 2010, pelo proprietário do franchising Vetra Investments. No final de 2011, foram abertos mais dois locais no Dubai, no Mall of the Emirates e no Deira City Centre, e outro local em Sharjah, pelo mesmo franchisado. Em 2014, foi aberta uma quinta unidade nos Emirados Árabes Unidos, no Mirdiff City Centre, no Dubai. No final de 2015, a única unidade em Sharjah e as unidades no Dubai Mall e no Deira City Centre, no Dubai, foram encerradas e substituídas por uma nova unidade no Yas Mall, no Dubai. Em agosto de 2016, a Vetra abriu um caminhão de comida no Dubai.
A primeira unidade na Ásia Oriental foi inaugurada em Singapura, em 2012, pelo franqueado Gloria Foods Pte. Ltd. Uma segunda localização em Singapura foi aberta em 2015.
A cadeia chegou a Portugal em 2020 e espera-se que também chegue ao Kuwait por volta de 2024.

## La Salsa
Artigo principal: La Salsa
A La Salsa é uma filial da Baja Fresh desde 2007, altura em que a La Salsa foi adquirida à CKE Restaurants. À semelhança da Baja Fresh, a La Salsa é uma cadeia de restaurantes Tex-Mex de consumo rápido que está presente em todos os Estados Unidos, estando a maioria dos restaurantes localizados no sul da Califórnia. Desde a sua aquisição, a empresa compartilhou sempre os escritórios da sede com a Baja Fresh.